# 松平頼邑
松平 頼邑（まつだいら よりさと）は、江戸時代中期の大名。伊予西条藩の第4代藩主。官位は従四位下・権少将、侍従、左京大夫。

## 略歴
第3代藩主・松平頼渡の長男として誕生。
享保17年（1732年）8月19日生まれ。元文3年（1738年）、頼渡の死去により跡を継いだ。藩財政再建のため、鷲見藤左衛門を登用している。延享2年（1745年）に叙任している。しかし、生来から病弱だったために藩政が執れないことが多く、それを理由に宝暦3年（1753年）7月29日、養嗣子・頼淳に家督を譲って隠居した。
天明元年（1781年）閏5月7日、50歳で死去した。